# Grasseiana boschmai
Grasseiana boschmai är en stekelart som först beskrevs av Wiebes 1964.  Grasseiana boschmai ingår i släktet Grasseiana och familjen fikonsteklar. Inga underarter finns listade i Catalogue of Life.